# مباحثات الكيلو 101

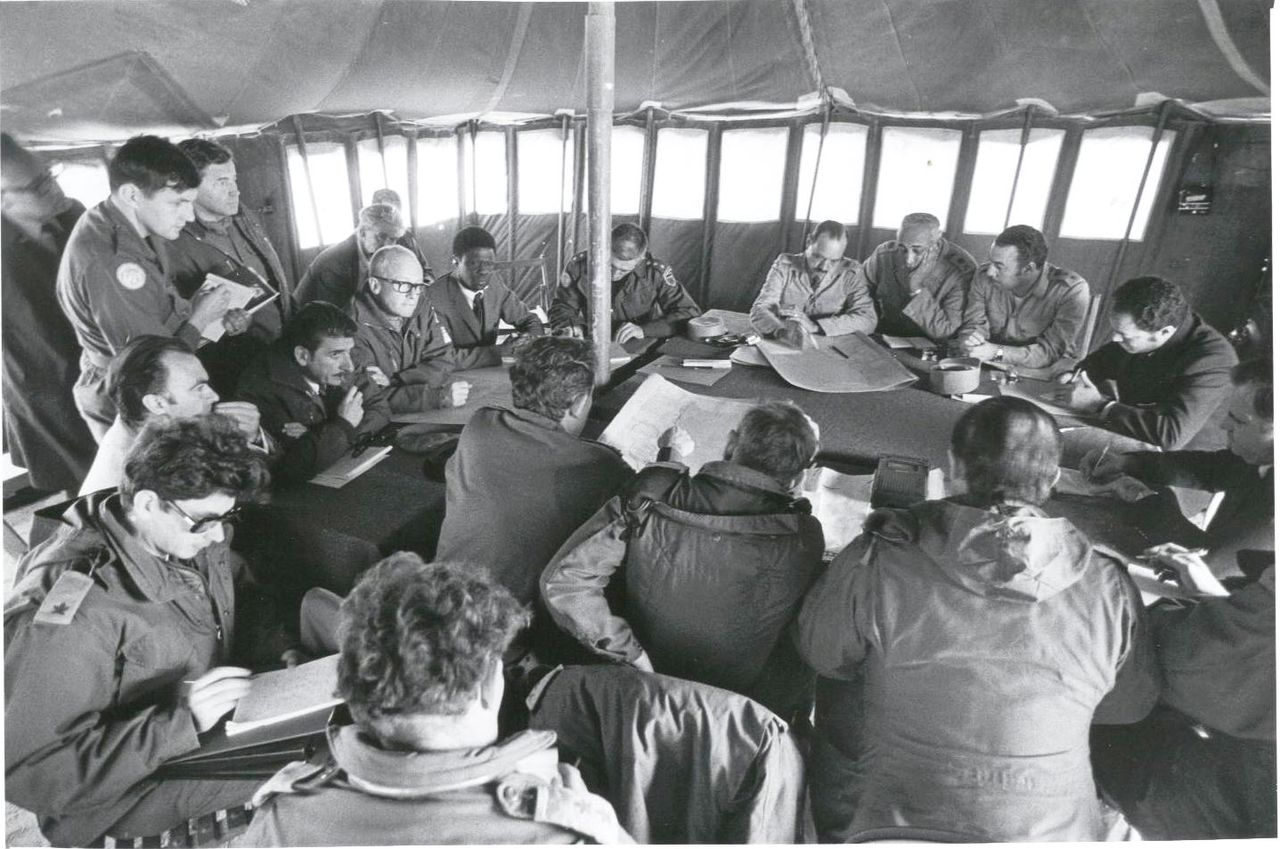
مباحثات الكيلو 101 بين الطرفين المصري والإسرائيلي عام 1974

مفاوضات الكيلو 101، هي محادثات ذات طابع عسكري جرت بين مصر وإسرائيل بإشراف الأمم المتحدة للوصول إلى تحديد خطوط وقف إطلاق النار في أعقاب حرب أكتوبر 1973 تنفيذاً لقرار مجلس الأمن الدولي رقم 338 في هذا الصدد.
كان الاتحاد السوفيتي والولايات المتحدة قد تقدما بمشروع قرار مشترك إلى مجلس الأمن تضمن دعوة جميع الأطراف المشاركة في القتال إلى وقف إطلاق النار بصورة كاملة وإنهاء جميع الأعمال العسكرية في مدة لا تتجاوز 12 ساعة من لحظة اتخاذ هذا القرار. وقد وافق مجلس الأمن على القرار في 22 أكتوبر 1973 وصدر تحت رقم 338 فوافقت عليه مصر فور صدوره، ووافقت عليه سوريا بعد يومين (24 أكتوبر) ضمن شروط محددة كانت قد أعلنتها، في حين لم تحدد إسرائيل موقفها منه.
ورغم ذلك فقد استمر وقف إطلاق النار عدة ساعات على الجبهة المصرية، ثم عادت إسرائيل إلى مواصلة عدوانها قاصفة مدينة السويس ودافعة بقوات جديدة لتعزيز قواتها في ثغرة الدفرسوار.
إزاء هذا الوضع عقد مجلس الأمن اجتماعاً ثانياً في 23 أكتوبر 1973 وأصدر قراراً جديداً حمل الرقم 339 دعا فيه مجدداً إلى وقف إطلاق النار وعودة الأطراف المتحاربة إلى المواقع التي كانت تحتلها قبل 22 أكتوبر 1973. لم ترضخ إسرائيل لقرار مجلس الأمن الدولي الجديد، واستمرت في إطلاق النار والتقدم داخل الأراضي المصرية بهدف حصار السويس والجيش الثالث الميداني.
عندها اجتمع مجلس الأمن الدولي للمرة الثالثة في 25 أكتوبر، وأصدر قراراً ثالثاً حمل الرقم 340 كرّر فيه دعوته لوقف النار فوراً، وقرر إنشاء قوة طوارئ تابعة للأمم المتحدة مؤلفة من أفراد تقدمهم الدول الأعضاء في المنظمة الدولية باستثناء الدول التي تتمتع بعضوية دائمة في مجلس الأمن.
إثر صدور هذا القرار توقف إطلاق النار على الجبهة المصرية، فدعا الجنرال إنسيو سيلاسفو قائد قوة الطوارئ الدولية مصر وإسرائيل إلى عقد اجتماع يبحث في الترتيبات اللازمة لوقف إطلاق النار.
عقد الاجتماع الأول في خيمة تابعة للأمم المتحدة نصبت عند الكيلو 101 على طريق القاهرة-السويس. وقد تم بإشراف الجنرال إنسيو سيلاسفو ممثلاً للأمم المتحدة، وحضور وفد مصري برئاسة الفريق محمد عبد الغني الجمسي، ووفد إسرائيلي برئاسة الجنرال أهارون ياريف.
تركزت النقاشات خلال الاجتماع الذي استمر طوال ليلة 28 أكتوبر على المسائل التالية:
- وضع الأسرى وجرحى الطرفين.
- تزويد مدينة السويس والجيش المصري الثالث بالمواد الغذائية وماء الشرب.
- تحديد المواقع التي يمكن أن ترابط فيها قوات الطوارئ الدولية.
- رسم خطوط 22 أكتوبر لتنفيذ قرار مجلس الأمن الدولي.

## بداية المفاوضات

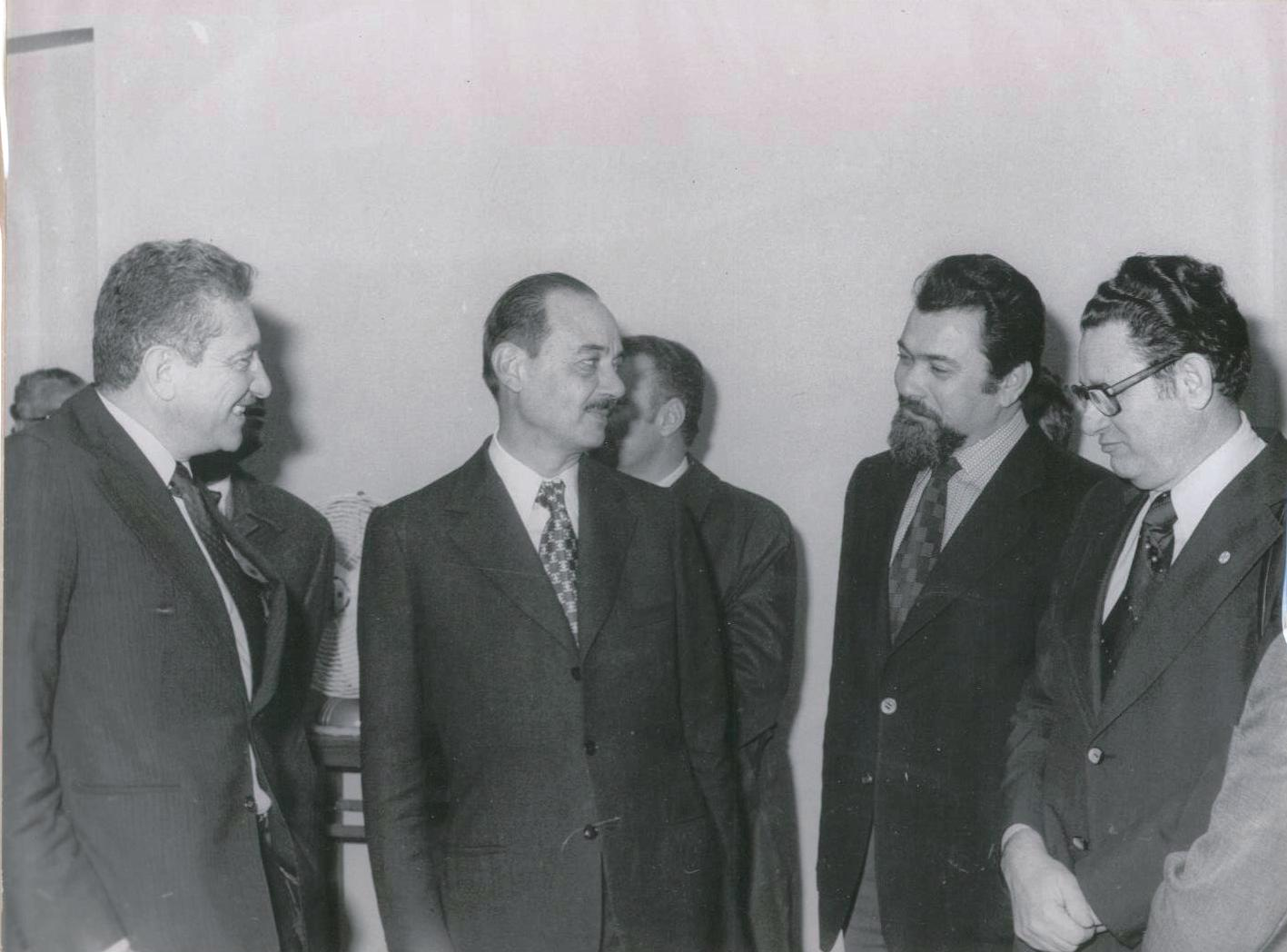
عبد الغني الجمسي مع وايزمان

قرر السادات تعيين اللواء عبد الغني الجمسي (رئيس هيئة عمليات القوات المسلحة) ممثلا لمصر في مفاوضات الكيلو 101، وقد أوضح الجمسي أنه لا يرغب في تنفيذ هذه المهمة حيث أنه أمضى حياته العسكرية كلها في حرب ضد إسرائيل، إلا أن كان رأي السادات أن الجمسي بحكم عمله رئيسا لهيئة العمليات يلم بأوضاع القوات المصرية وقوات العدو في الجبهة وأنه أنسب من يمثل مصر في هذه المباحثات.

### الاجتماع الأول
أقيم أول اجتماع في الساعة 1.30 صباحا يوم 28 أكتوبر 1973، وتم النشر عن هذا الاجتماع في الجرائد وكان هذا أول ظهور إسم الجمسي إعلاميا في الجرائد. كان الوصول إلى مكان الاجتماع مليء بالمخاطر، كان الجنود المصريون في الخطوط الأمامية يعترضون الوفد المصري ويشهرون أسلحتهم ويسألون عن أسباب المرور في اتجاه العدو، وكان الجمسي يصرح لكل حارس في كل موقع (كلمة سر الليل) للوحدة وكان يحدد له اسم وحدته واسم قائده، عند وصول الوفد المصري لمكان الاجتماع اصطف الضباط الإسرائيليون برئاسة الجنرال أهارون ياريف وقاموا بتأدية التحية العسكرية وقام الوفد المصري برد التحية للجانب الإسرائيلي، وكانت تعليمات الجمسي لأعضاء الوفد المصري ألا يبدأوا التحية للجانب الإسرائيلي لأنهم في الجانب المنتصر في الحرب. وبدا الرجل مفاوضا صلبا مثلما كان عسكريا صلبا، بعد سبعة اجتماعات مع الجانب الإسرائيلي طلب الجمسي وقف الاجتماعات لأنها لم تعد مجدية ووصلت إلي طريق مسدود ولم تحقق نتائج إيجابية عن فك الاشتباك والفصل بين القوات للخلاف الجوهري بين وجهة النظر المصرية والإسرائيلية، وتوقفت هذه المباحثات.

### الاجتماع الثاني
حتى جاءت أصعب لحظات عاشها الفريق في حياته كلها، لحظات دفعته -لأول مرة في حياته العسكرية- لأن يبكي! كان ذلك في يناير 1974 عند استكمال المباحثات في أسوان عندما جلس أمامه وزير الخارجية الأمريكي الأسبق هنري كيسنجر ليخبره بموافقة الرئيس السادات على انسحاب أكثر من 1000 دبابة و 70 ألف جندي مصري من الضفة الشرقية لقناة السويس وتخفيض القوات المصرية في سيناء الي 7000 رجل و 30 دبابة!! فرفض الجمسي ذلك بشدة، وسارع بالاتصال بالسادات الذي ما كان منه إلا أن أكد موافقته؛ ليعود الرجل إلى مائدة التفاوض يقاوم الدموع، ثم لم يتمالك نفسه فأدار وجهه ليداري دمعة انطلقت منه حارقة؛ حزنا على نصر عسكري وأرواح آلاف الرجال تضيعها السياسة على موائد المفاوضات. وكانت مفاجأة لهنري كيسنجر أن يرى دموع الجنرال الذي كثيرا ما أسرّ له القادة الإسرائيليون بأنهم يخشونه أكثر مما يخشون غيره من القادة العسكريين العرب.
ولاحقاً بعد تقاعده أبدى المشير الجمسي ندمه على «اشتراكه في التفاوض مع اليهود».
وبعد اعتزاله للحياة العسكرية ظلَّ مراقبا ومحللا للوضع المشتعل، مؤمنا بأن أكتوبر ليست نهاية الحروب، وأن حربا أخرى قادمة لا محالة؛ لأن مواجهة مصيرية لا بد أن تقع، وأن الانتفاضة الفلسطينية هي السلاح الأفضل والأنجع حاليا لضرب العدو الصهيوني، ولا بد من تدعيمها بكل ما نملك.

## نص الاتفاق
فيما يلي نص الاتفاق الذي تم التوقيع عليه في مفاوضات الكيلو 101، والذي كشفت عنه الخارجية البريطانية في يناير 2005:
ب- سيتم فصل القوات العسكرية المصرية والإسرائيلية، بحسب المبادئ التالية:
1- جميع القوات المصرية إلى الجانب الشرقي من القناة سيتم نشرها غربي الخط الذي سيتم تعريفه بالخط أ على الخريطة المرفقة. كل القوات الإسرائيلية، بما في ذلك تلك الموجودة إلى الغرب من قناة السويس والبحيرات المرة، سيتم نشرها إلى الشرق من الخط الذي سيتم تعريفه باعتباره الخط ب على الخريطة المرفقة.
2- المنطقة بين الخطين المصري والإسرائيلي ستكون منطقة فض اشتباك سيتم حشد قوة الطوارئ التابعة للأمم المتحدة فيها. وستستمر هذه القوة في التشكّل من وحدات من البلاد التي ليست أعضاء دائمة في مجلس الأمن الدولي.
3- المنطقة بين الخط المصري وقناة السويس ستكون محدودة فيما يتعلق بالأسلحة والقوات.
4- المنطقة الواقعة بين الخط الإسرائيلي (الخط ب على الخريطة المرفقة) والخط الذي سيتم تعريفه بالخط ج على الخريطة المرفقة والذي يمتد على طول قاعدة الجبال، حيث يقع ممرا الجدي ومنلا، ستكون محدودة فيما يتعلق بالأسلحة والقوات.
5- الضوابط المشار إليها في الفقرة 3 والفقرة 4 سيتم تفقدها من قبل قوة الطوارئ التابعة للأمم المتحدة. وسيتم الاستمرار في العمل بالإجراءات القائمة التي درجت عليها قوة الطوارئ التابعة للأمم المتحدة، بما في ذلك إلحاق ضباط اتصال مصريين وإسرائيليين على قوة الطوارئ التابعة للأمم المتحدة.
ج- سيتم التوصل إلى التنفيذ التفصيلي للفصل بين القوات من قبل ممثلين لمصر وإسرائيل، والذين سيوافقون على مراحل هذه العملية. وهؤلاء الممثلون في وقت لن يتأخر عن 48 ساعة من توقيع هذا الاتفاق عند الكيلو 101 تحت إشراف الأمم المتحدة لهذا الغرض. وسيكملون هذه المهمة في غضون خمسة أيام. وسيبدأ فض الاشتباك خلال 48 ساعة بعد إكمال عمل الممثلين العسكريين، ولن يتأخر بأي حال عن سبعة أيام بعد التوقيع على هذا الاتفاق. وسيتم إكمال عملية فض الاشتباك في وقت لن يتأخر عن 40 يوماً من بدايته.

## مفاوضات الكيلو 101 والاعداد لمؤتمر السلام

### العلاقة بين حافظ إسماعيل وإسماعيل فهمي
لفهم أبعاد مفاوضات الكيلو 101 وموضوع الإعداد لمؤتمر السلام في جنيف أجد أن من الهام التطرق إلي علاقة السيد محمد حافظ إسماعيل كمستشار للأمن القومي مع السيد إسماعيل فهمي وزير الخارجية الجديد الصاعد.
فقد كان فهمي يقدر أن وزير الخارجية هو من ينبغي له أن يجري الاتصالات مع وزير الخارجية الأمريكية وليس مستشار الأمن القومي المصري... كما أن التطورات السياسية والاقتراب من التحضير لمؤتمر جنيف كان يفرض أن تتناول الخارجية وليس الأمن القومي هذه التحضيرات... وهو ما تم فعلا وبذا بدأ انزواء السيد حافظ إسماعيل... خاصة وقد ابتعد تدريجيا عن الإيقاع الذي أنطلق فيه الرئيس السادات في تحركه تجاه الولايات المتحدة تحديدا... وكشفت التيارات الدفينة أو المعلنة داخل القيادة المصرية عن وجود توجهات مختلفة... وأخذ بالتالي دور وزير الخارجية يتصاعد في مقابل اضمحلال دور مستشار الأمن القومي. ونتذكر جميعا في مكتب مستشار الأمن القومي واقعة تكليف وزير الخارجية للدكتور عبد الهادي مخلوف، مدير مكتب مستشار الأمن القومي بموافاته بصورة كاملة من كل المكاتبات والرسائل التي دارت بين حافظ إسماعيل وكيسنجر خلال فترة أسابيع الحرب وذلك بناء علي تعليمات الرئيس. وقد سأله الوزير إسماعيل فهمي: لماذا لم توزعوا صورة من هذه الرسائل علي الخارجية وأجابه الدكتور مخلوف... أن تعليمات الرئيس كانت حظر اطلاع أحد علي هذه المكاتبات وأنه عندما وجه بالعكس... فقد تم إحاطة الخارجية بكل الملف. وهنا لا يجب أن يفوتني أن أقول أن مراسلات حافظ إسماعيل إلي كيسنجر لم تكن تتم باعتبار كسنجر وزيرا للخارجية. بل بكونه مستشارا أيضا للأمن القومي الأمريكي وحتي تخليه عن هذا المنصب للجنرال برنت سكوكروفت في فترة تالية.
لقد كان هناك بعض التوتر... إلا أنه أنزوي تدريجيا بانتهاء مسئوليات حافظ إسماعيل في فبراير74 وعودتنا جميعا إلي وزارة الخارجية وبقية الأجهزة المصرية التي تم إعارتنا سابقا منها إلي جهاز الأمن القومي المصري برئاسة الجمهورية. ويجب أن اعترف هنا... أنه وبرغم عدم تكليفي عندئذ بالعمل في مكتب وزير الخارجية والاكتفاء بتعيين المستشار أحمد ماهر السيد، صديقي الحميم ومناصري طوال حياتي الوظيفية والشخصية في مكتب وزير الخارجية فقد كنت أستشعر أن الوزير فهمي يحمل مشاعر طيبة للغاية تجاهي. كما وافق عندما طلب منه الدكتور عبد الهادي مخلوف تأمين مواقع جيدة لأعضاء مكتب مستشار الأمن القومي عند نقلهم بالخارج، وتم تعيننا جميعا في مواقع تتيح لنا المزيد من تراكم التجربة والمعرفة توطئة لمهام أكبر كانت تنتظرنا. وأخذ الوزير إسماعيل فهمي يعد لمؤتمر جنيف. وكتبت بعض الفقرات في اليوميات وبما يكشف مراحل التقدم في التجهيز والإعداد... وكان الحديث يدور حول مشاركات لمصر/ الأردن/ سوريا/ إسرائيل... كما قيل أن وفدا فلسطينيا وآخر لبنانيا سيشاركان في المرحلة التالية للمؤتمر. وهي مرحلة لم تتحقق... كما لم تشارك سوريا في المرحلة الأولي... وعقد المؤتمر ليوم واحد وانقضي دون أي تقدم.
وعاد التركيز ينصب علي محادثات الكيلو 101 واتصالات كسنجر مع الخارجية المصرية للاتفاق علي فض الاشتباك مثلما استقر عليه الأمر في محادثات الرئيس السادات مع كسنجر يوم 7 نوفمبر.
في يوم 13 نوفمبر الثلاثاء سعت 1800، تحدث أحمد ماهر ـ من واقع أحاديث له مع المستشار حافظ إسماعيل ـ عن تفاهم مصري/ أمريكي لم يفتني تسجيله سابقا في اليوميات عن فض اشتباك يأخذ إسرائيل إلي الشرق من القناة ويفتح الطريق أيضا إلي تسوية شاملة للنزاع بترابط محكوم بين المراحل، خاصة أن كسنجر كان قد تحدث مع الرئيس السادات أيضا عن أهمية التوصية إلي تسوية فلسطينية تنهي النزاع... وأنه تصور حسب اليوميات المسجلة سعت0032 من يوم الخميس51 نوفمبر... وجود دولة فلسطينية في الضفة الغربية وغزة يحدد العرب لها حدودها؟! وقد دار هذا من خلال حديث للرئيس السادات مع وزير خارجية الأردن الذي كان الملك حسين قد أوفده إلي القاهرة في هذا اليوم.
لقد كشف الانسحاب الإسرائيلي من الجيب بعد توقيع اتفاق فض الاشتباك في أسوان في 12 يناير عن وجود حجم ضخم للغاية أيضا للجانب الإسرائيلي داخل الجيب. وبما يؤشر إلى أنه وإذا ما كان الجانب المصري قد قام بالهجوم لتصفية هذا الجيب لكانت قد دارت معركة هائلة ربما تجاوزت كثيرا ما سبقها من صدام في حرب أكتوبر... خاصة أن مساحة الأرض كانت ضيقة ومحصورة من ناحية. وبها حجم هائل من القوات من ناحية ثانية. لقد أحصى الجانب المصري ومع عودة القوات الإسرائيلية إلى الشرق عبر الكباري ـ وكانت تحت نظر قواتنا وفي مدى ضربها... أكثر من 600 دبابة إسرائيلية عدا آلاف المركبات الأخرى. ورغم هذا الحديث من جانب ياريف إلا أن جلسات المفاوضات التالية. كشفت مرة أخرى عن تراجع الجانب الإسرائيلي، ودار لغط بين الجانبين، وبدأ الصبر المصري في النفاد واستشعرت ذلك على مستوي أحاديث أعضاء المكتب أو حتى أحاديث العسكريين المصريين العاملين معنا... وأخذت الآراء تتفاوت... وقال البعض... فلنتحرك عسكريا... وقال البعض الآخر... فلنأخذ إسرائيل إلى مؤتمر جنيف وهي موجودة بالغرب في الجيب حيث أن أوضاعها العسكرية الضاغطة وطول وامتداد خطوط مواصلاتها واتصالاتها تضعفها كثيرا وتفرض عليها المرونة السياسية في المؤتمر... وقد رأى وزير الخارجية إسماعيل فهمي... طبقاً لليوميات أنه يجب حثّ كيسنجر على إنهاء مسألة الوجود الإسرائيلي في غرب القناة قبل بدء مؤتمر جنيف حتى تكون المفاوضات ذات توجه إيجابي واستراتيجي. وزادت كثافة الرسائل بين فهمي وكيسنجر... وكنا ما زلنا نحصل على صورة كاملة من كل التقديرات والمعلومات التي ترفع للرئيس من أي جهة بالدولة. وبالذات الدفاع/ الخارجية/ الداخلية/ والمخابرات العامة. واستمر كيسنجر يضغط بالنسبة لمسألة المرور البريء في باب المندب. وقام الجانب الأمريكي بإبلاغنا بأن عدداً من السفن المتجهة إلى إيلات ستمر في المضيق خلال أيام... حول 20 نوفمبر أو ما بعدها... وأجاب الجانب المصري عليكم أن تبلغونا مقدما باسم كل سفينة.
وكان الهدف بطبيعة الأحوال محاولة الإبقاء على شكل من أشكال السيطرة علي المضيق رغم أن القرار المصري عندئذ كان رفع الحصار بهدوء. وعقد الاجتماع الثاني عشر بين الجمسي وياريڤ يوم الثلاثاء 20 نوفمبر وسجلت لا اتفاق... وقد عرض الإسرائيليون انسحابا إلى الشرق في مقابل تخفيف قوات الجيش الثالث وبقاء الجيش الثاني على ما هو عليه... ولم نوافق... وكان الواضح أن الأطراف استمرت تناور على بعضها البعض دون التزام بعد بموقف استراتيجي نهائي... ووضح أن الجانب الإسرائيلي يسعى لإضاعة الوقت.
وجاءت رسالة من كيسنجر إلى حافظ إسماعيل يوم الأربعاء 12 نوفمبر... يرد فيها على ما وصله من وزير الخارجية المصرية حول موضوع فض الاشتباك قبل مؤتمر جنيف... وتضمنت الرسالة الأمريكية... أنه تقرر تأجيل مؤتمر جنيف لكي يعقد في 17 ديسمبر. وفي الحقيقة فقد عقد بعد ذلك بعدة أيام في 21 ديسمبر.
وطلب كيسنجر الحضور إلى مصر قادما من سوريا يوم 14 ديسمبر... مضيفا أن من الخطأ تصميم مصر على تنفيذ أو مناقشة فض الاشتباك قبل مؤتمر جنيف. لقد كشفت الرسالة عن محاولات كسنجر لتطويع مواقف الطرفين بشكل يحقق في النهاية المصالح الأمريكية. ومضى الجمسي وياريف في العمل لمحاولة الإسراع بخطوات فض الاشتباك.
وعقد اجتماعان بينهما يومي 23/22 نوفمبر. وكتبت في سعت 1700 من الجمعة 23 نوفمبر. اعتقد أن الجانبين على وشك التوصل إلى اتفاق... وإن إسرائيل تعرض الآن الانسحاب إلى الشرق وإلى مسافة 21 كم من الحد الأمامي لقواتنا في سيناء مع وجود ستارة رمزية لقواتنا في الشرق... وأجاب الجمسي بطرح مصري يقترح انسحاب إسرائيل إلى مسافة 60 كم من الحد الأمامي لقواتنا... ورفضت إسرائيل. وكتبت باعتقادي بأننا سنتوصل إلى اتفاق مهم يؤمن الانسحاب الإسرائيلي إلى خط الممرات/ وبقاء قواتنا في مواقعها الحالية مع تخفيف واضح لها ونشر قوات حفظ سلام دولية بينهما... وبدأ مؤتمر السلام.
وأخذ الجانبان المصري والإسرائيلي يتقاضيان... وتصورت من كل ما قرأته عندئذ... أننا فعلا نقترب من تفاهم... وفجأة تجمد الموقف الإسرائيلي... واضطرنا للذهاب إلي جنيف دون نتائج... وعاد كيسنجر إلى المنطقة مرة ثالثة في يناير.47 وكشفت الأوراق والكتب التي نشرت بعد ذلك في الأعوام التالية أن كيسنجر تدخل مع الإسرائيليين وفرض إبطاء الإيقاع ولكي يقوم هو وليس الأطراف بصياغة الاتفاق... اتفاق فض الاشتباك الأول الموقع في 21 يناير. وأتذكر قيامنا ـ أي هيئة مكتب حافظ إسماعيل ـ بزيارة الجبهة في السويس وإلى الجيش الثالث يوم 25 يناير... ورأيت صورة رائعة للجندية والروح النضالية للجيش المصري... رأيت قوات رائعة... ومعدات مصانة وأفرادا وجيشا لا ينسي... ومرة أخرى استشعرت كل ما هو رائع في الشخصية المصرية عندما تواجه التحدي... كان حافظ إسماعيل يتواجد في أسوان... ولكن على هامش اجتماعات الرئيس السادات مع كيسنجر... وعاد بعد ذلك إلى القاهرة... ومضى في طريق آخر لخدمة الوطن... وكتب في كتابه أمن مصر القومي... أنه: وكما كان توقيع اتفاقية فض الاشتباك يمثل نهاية للوضع العسكري المعقد على الجبهة المصرية... ونقطة بدء مستقرة لعلاقات مصر الخارجية... فقد أصبح أيضا بداية لمرحلة جديدة... ولقد أحسست في هذا الإطار أن الوقت قد حان لكي أخطو خارج دائرة رئاسة الجمهورية بعد 29 شهرا من العمل مستشار للأمن القومي وذلك تنفيذا لما استقر عليه الأمر في لقاء مع الرئيس السادات.
وانتهى بالتالي عملنا مع حافظ إسماعيل في مستشارية الأمن القومي.

## الهامش
1. ↑  "محادثات الكيلو 101". العرب اليوم. 20 فبراير 2009. مؤرشف من الأصل في 2021-11-17. اطلع عليه بتاريخ 2011-10-20.
2. ↑  
موقع إسلام أون لاين.
المشير الجمسي.. النحيف المخيف
الصفحة شوهدت في 13 مايو 2007. نسخة محفوظة 18 مايو 2009 على موقع واي باك مشين.
3. ↑  "خفايا وأسرار في وثائق الخارجية البريطانية للعام 1974". مركز الشرق العربي. 22 مايو 2005. مؤرشف من الأصل في 2016-03-04. اطلع عليه بتاريخ 2011-10-20.
4. ↑  أحمد أبو الغيط (27 سبتمبر 2010). "مصر وسوريا حاربتا معركة رائعة لكنهما لم تمتلكا رؤية للتعاون - شاهد علي الحرب والســلام". جريدة الأهرام. مؤرشف من الأصل في 2020-04-27. اطلع عليه بتاريخ 2010-10-13.